# Rada Miejska w Dusznikach-Zdroju
Rada Miejska w Dusznikach Zdroju – stanowiący i kontrolny organ władzy samorządowej w Dusznikach Zdroju. W jej skład wchodzą radni wybierani na terenie miasta w wyborach bezpośrednich na kadencje trwające pięć lat, licząc od dnia wyboru (w latach 1990–2018 kadencja ta wynosiła 4 lata).
Dusznicka Rada Miejska liczy 15 radnych. Na ich czele stoi przewodniczący (obecnie Piotr Zilbert).

## Okręgi wyborcze
W 2012 zgodnie z ustawą „Kodeks wyborczy”, rada miejska na wniosek burmistrza ustaliła nowy podział gminy na stałe obwody głosowania, określając numery i granice obwodów, oraz siedziby obwodowych komisji wyborczych. Aby zmniejszyć dysproporcje związane z liczbą osób uprawnionych do głosowania w obwodach oraz usprawnić prace komisji wyborczych dokonano podziału na cztery stałe obwody głosowania:
1. 895 mieszkańców
2. 1365 mieszkańców
3. 1467 mieszkańców
4. 1187 mieszkańców.

Podział gminy na stałe obwody głosowania obowiązuje od wyborów w 2014.

## Przewodniczący Rady Miejskiej
- I kadencja (1990–1994)
- II kadencja (1994–1998)[4] – Heliodor Loose
- III kadencja (1998–2002)[4] – Zdzisław Cetnarowicz
- IV kadencja (2002–2006)[4] – Bogdan Berczyński
- V kadencja (2006–2010) – Piotr Zilbert (do sierpnia 2009)/Zdzisław Cetnarowicz
- VI kadencja (2010–2014) – Jan Śmielak
- VII kadencja (2014–2018) – Andrzej Rymarczyk
- VIII kadencja (2018–2024) – Aleksandra Hausner-Rosik
- IX kadencja (2024–2029) – Piotr Zilbert[1]